# Kaylani Lei
Kaylani Lei (Singapur, 5 d'agost de 1980) és el nom artístic d'Ashley Spalding, una actriu porno i ballarina de striptease estatunidenca. Té avantpassants xinesos i filipins.

## Biografia
Kaylani Lei va néixer a Singapur. La seva família es va mudar als Estats Units, i van viure en diversos estats fins que van arribar a Las Vegas, on va començar a treballar com a ballarina. Va ser llavors quan va mostrar interès per ser actriu de films eròtics, aleshores va mudar-se a Los Angeles, i va iniciar la seva carrera en l'any 2002. Entre 2005 i 2006 es va enamorar d'un jugador de la selecció neozelandesa de rugbi, els "All Blacks", Byron Kelleher.
Actualment desenvolupa activitats en favor dels animals.

## Carrera
Ha treballat en diverses productores, entre elles Vivid Entertainment i Wicked Pictures. Segons l'Internet Movie Database, ha participat de més de 120 films i ha rebut diversos premis de l'Adult Video News.

## Principals Premis

### Rebuts
Premis XRCO
- 2008 - Guanyadora de la Categoria Millor Tornada (Best Cumback)

### Indicacions
AVN Awards
- 2009 - Nominada per a Millor Actriu (Best Actress)
- 2009 - Nominada per a Millor Escena de Sexe en grup (Best Group Sex Scene), amb Mikayla Mendez, Evan Stone, Sophia Santi & Barry Scott
- 2008 - Nominada per a Millor Actriu (Best Actress)
- 2003 - Nominada per a Millor Nova Actriu  (Best New Starlet)

FAME Awards
- 2009 - Nominada per a Actriu Més Subestimada (Most Underated Star)

Premis XRCO
- 2009 - Nominada per a Millor actuació en solitari (Best Single Performance)
- 2004 - Nominada per a Millor Nova Actriu (Best New Starlet)
- 2004 - Nominada per a Millor Escena Lèsbica (Best Girl/Girl), amb Àsia Carrera.

Rog Awards
- 2007 - Nominada per a Estrella de l'Any, Premi dels Crítics